# Droga wojewódzka nr 901
Droga wojewódzka nr 901 (DW901) – droga wojewódzka w zachodniej części województwa śląskiego i wschodniej województwa opolskiego o długości 75 km łącząca Gliwice (w granicach miasta jako ul. Toszecka) z Olesnem. Droga przebiega przez 3 powiaty: gliwicki (miasto Pyskowice, gmina Wielowieś), strzelecki (gmina Zawadzkie), oleski (gmina Dobrodzień, gmina Olesno).

## Historia numeracji
Na przestrzeni lat trasa posiadała różne oznaczenia:

| Numer                                                                                            | Kategoria                                                                   | Przebieg                                                          | Lata obowiązywania | Źródło | Uwagi |
| ------------------------------------------------------------------------------------------------ | --------------------------------------------------------------------------- | ----------------------------------------------------------------- | ------------------ | --- | --- |
| Do 1945 roku trasa znajdowała się poza terytorium Polski. Nieznana numeracja w latach 1945–1952. |                                                                             |                                                                   |                    | | |
| 37                                                                                               | droga państwowa                                                             | Gliwice – Łabędy – Pyskowice – Zawadzkie – Dobrodzień – Olesno    | 1952 – 1985        | - Mapa samochodowa Polski 1:1 000 , Warszawa: Państwowe Przedsiębiorstwo Wydawnictw Kartograficznych, 1962. Brak numerów stron w książce - Samochodowy atlas Polski 1:500 000. Wyd. V. Warszawa: Państwowe Przedsiębiorstwo Wydawnictw Kartograficznych, 1979. Brak numerów stron w książce - Samochodowy atlas Polski 1:500 000. Wyd. IX. Warszawa: Państwowe Przedsiębiorstwo Wydawnictw Kartograficznych, 1984. Brak numerów stron w książce | |
| 901                                                                                              | • droga krajowa (XII 1985 – 1999/2000) • droga wojewódzka (od 1999/2000 r.) | Olesno – Dobrodzień – Zawadzkie – Wielowieś – Pyskowice – Gliwice | od 1985            | - Uchwała nr 192 Rady Ministrów z dnia 2 grudnia 1985 r. w sprawie zaliczenia dróg do kategorii dróg krajowych (M.P. z 1986 r. nr 3, poz. 16) - Polska: atlas samochodowy Polski 1:300 000. Wyd. pierwsze. Warszawa: Polskie Przedsiębiorstwo Wydawnictw Kartograficznych, 1992. ISBN 83-7000-080-0. Brak numerów stron w książce - Polska: mapa samochodowa 1:700 000, wyd. 1, Szczecin: Wydawnictwo Kartograficzne KOMPAS, 1996–1997, ISBN 83-904373-2-5. Brak numerów stron w książce - Polska: mapa samochodowa 1:700 000, wyd. II zmienione i poprawione, Szczecin: Wydawnictwo Kartograficzne KOMPAS, 1997–1998, ISBN 83-904373-3-3. Brak numerów stron w książce - Rozporządzenie Rady Ministrów z dnia 15 grudnia 1998 r. w sprawie ustalenia wykazu dróg krajowych i wojewódzkich (Dz.U. z 1998 r. nr 160, poz. 1071) - Polska: mapa samochodowa z podziałem administracyjnym 1:700 000, wyd. XII Zmienione, poprawione i uaktualnione, Szczecin: Wydawnictwo Kartograficzne KOMPAS, 2004–2005, ISBN 83-904373-7-6. Brak numerów stron w książce | • W latach 1999–2000 kategorię drogi krajowej posiadał jedynie krótki odcinek w Pyskowicach; 1 stycznia 1999 roku pozostała część arterii została przeklasyfikowana na drogę wojewódzką • Dawniej dopuszczony ruch ciężki – dozwolony ruch pojazdów o nacisku pojedynczej osi do 10 ton |

## Dopuszczalny nacisk na oś
Na całej długości drogi dozwolony jest ruch pojazdów o nacisku osi pojedynczej do 8 ton.

## Miejscowości leżące przy trasie DW901
- Województwo śląskie
  -  Powiat gliwicki
    - Gliwice (DK 78, DW 902, DK 88)
    - Pyskowice (DK 94)
    - Sieroty
    - Wielowieś (DW 907)
    - Kieleczka (DW 907)

- Województwo opolskie
  -  Powiat strzelecki
    - Kielcza
    - Żędowice
    - Zawadzkie (DW 426, DW 463)

- -  Powiat oleski
    - Liszczok
    - Pietraszów
    - Pludry
    - Bzinica Stara
    - Dobrodzień (DK 46)
    - Kocury
    - Wachowice
    - Olesno (DK 11)